# Wind (Heraldik)

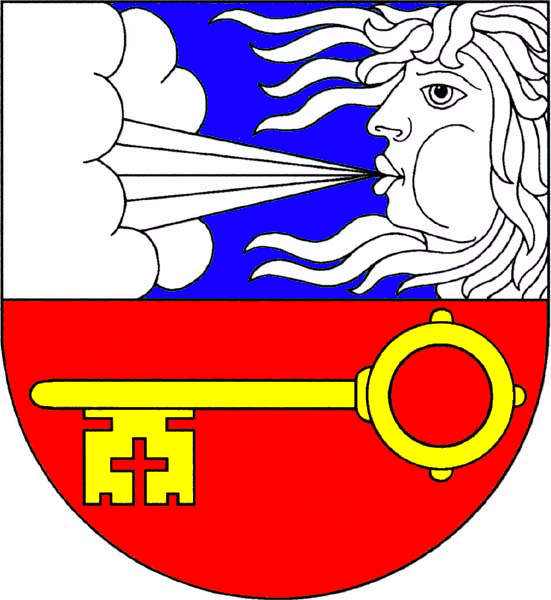
Wind im Wappen von Větrušice

Der Wind ist in der Heraldik eine gemeine Figur und stellt im Wappen eine meteorologische Erscheinung dar. 
Dargestellt wird ein menschlicher Kopf mit zugespitzten blasenden Lippen und stark aufgewölbten Wangen. Unterstützend wirken  die vielen von den Lippen ausgehenden parallelen oder sich zu einem Kegel weitenden  Linien. Der Windkopf kann aus einer Wolke heraus blasen oder auch eine Wolke, beziehungsweise einen Gegenstand, anblasen. Die Darstellung erfolgt im Profil oder dem Betrachter zugewandt. Einen Unterschied in der Windstärke wird nicht gemacht. Die Wappenfigur ist nicht sehr verbreitet.

## Beispiele

Der Begriff  Winde (Mehrzahl) (auch Winden) hat in der Heraldik eine andere Bedeutung. In alten Wappenbeschreibungen steht er für Windhund.